# Инцлинген
Инцлинген (нем. Inzlingen) — община в Германии, в земле Баден-Вюртемберг.
Подчиняется административному округу Фрайбург. Входит в состав района Лёррах. Население составляет 2472 человека (на 31 декабря 2010 года). Занимает площадь 9,48 км².
Подразделяется на 2 сельских округа.
Символом Инцлингена считается одноимённый замок, существующий как минимум с начала XVI в., и в котором сегодня располагается ратуша.

## Галерея

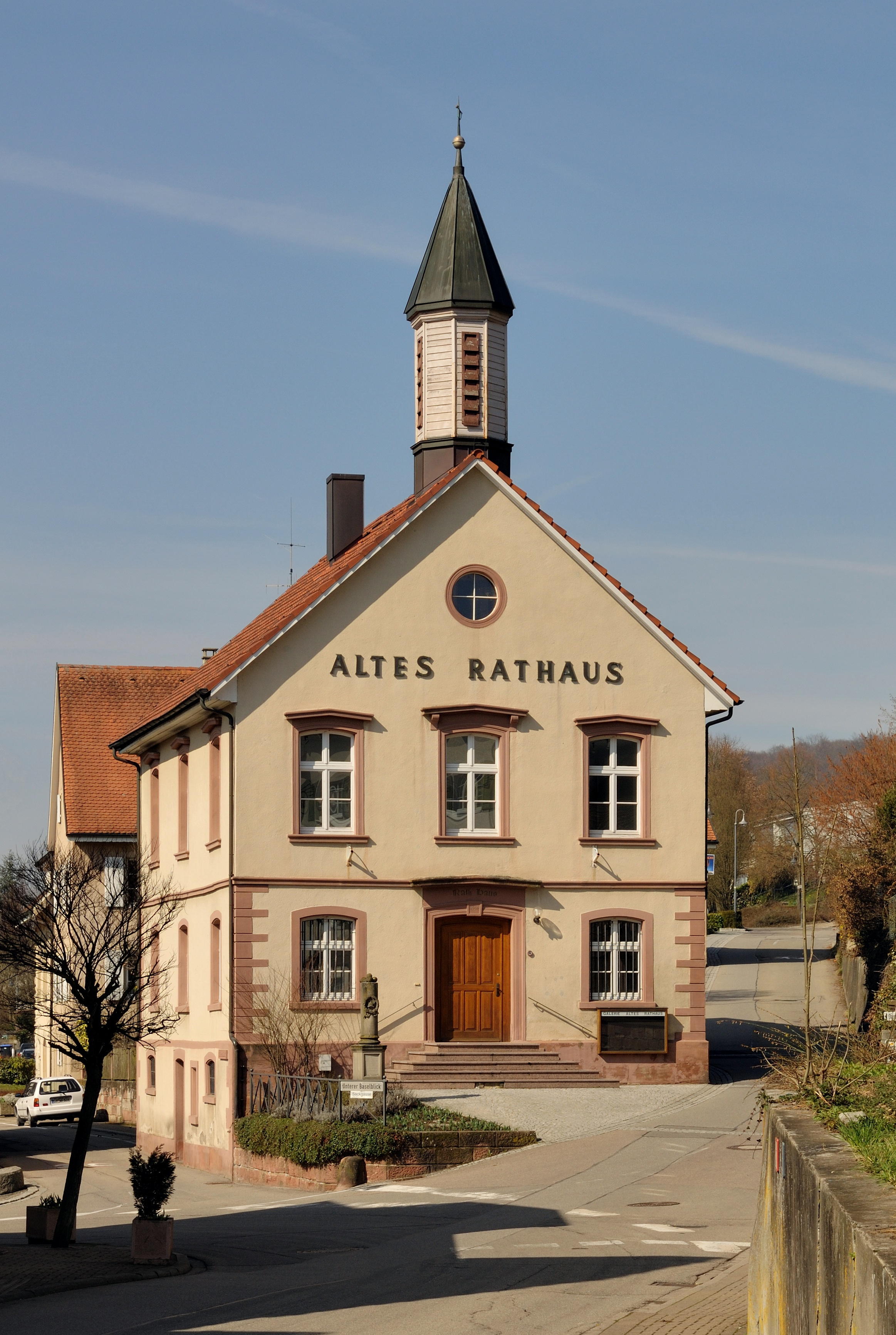
Здание старой ратуши
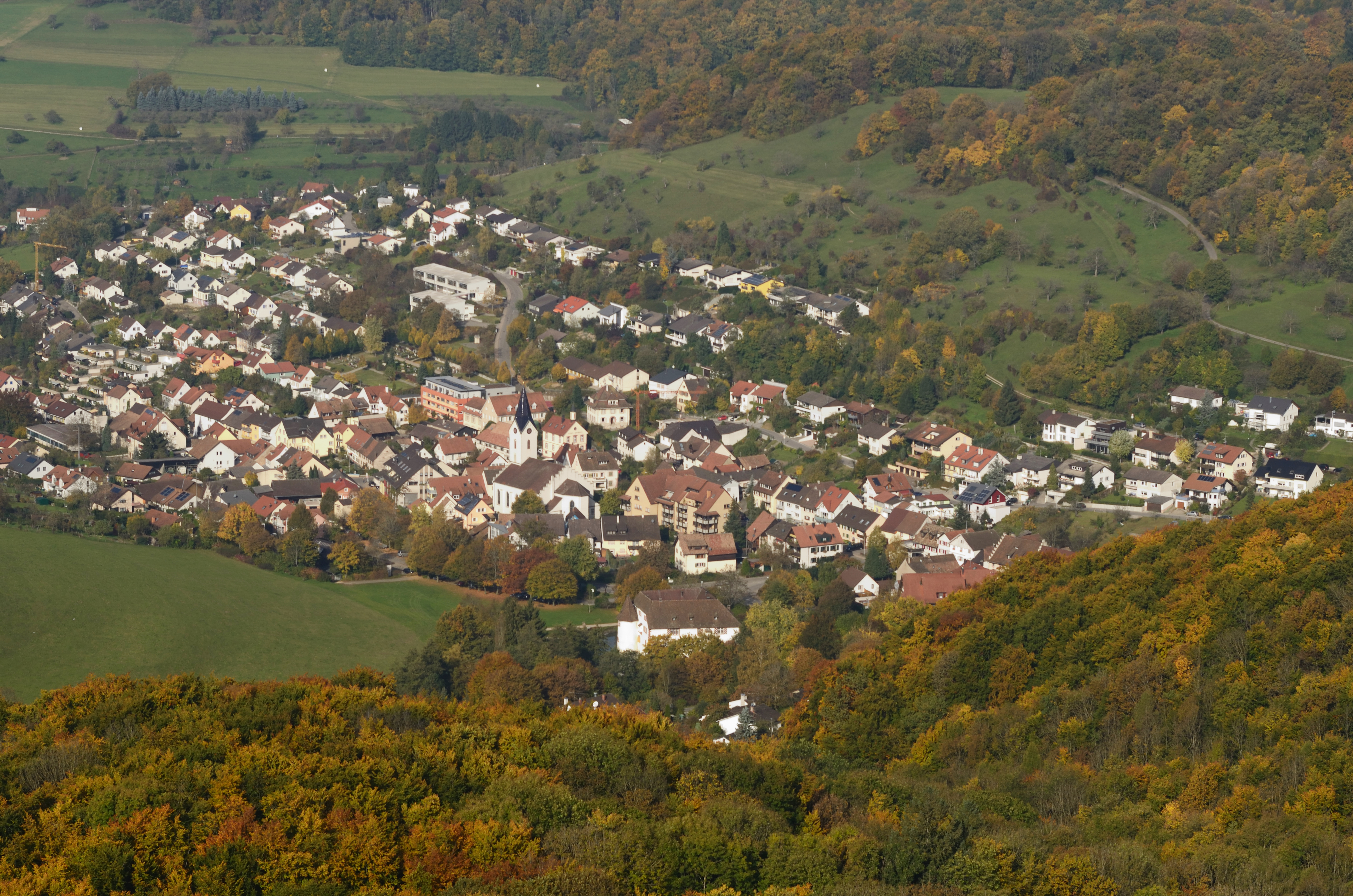
Вид на общину с воздуха
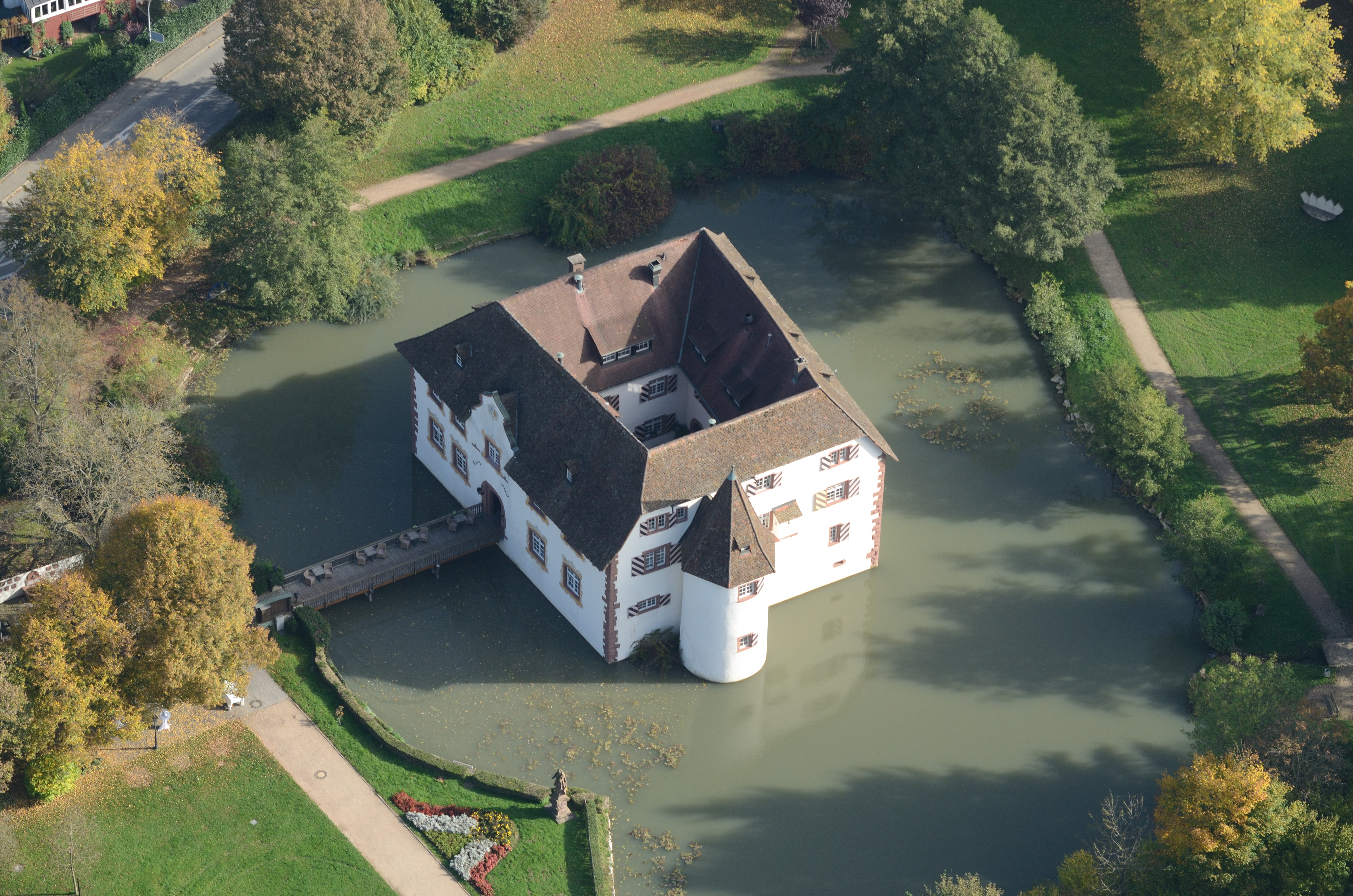
Замок Инцлинген. Вид с воздуха
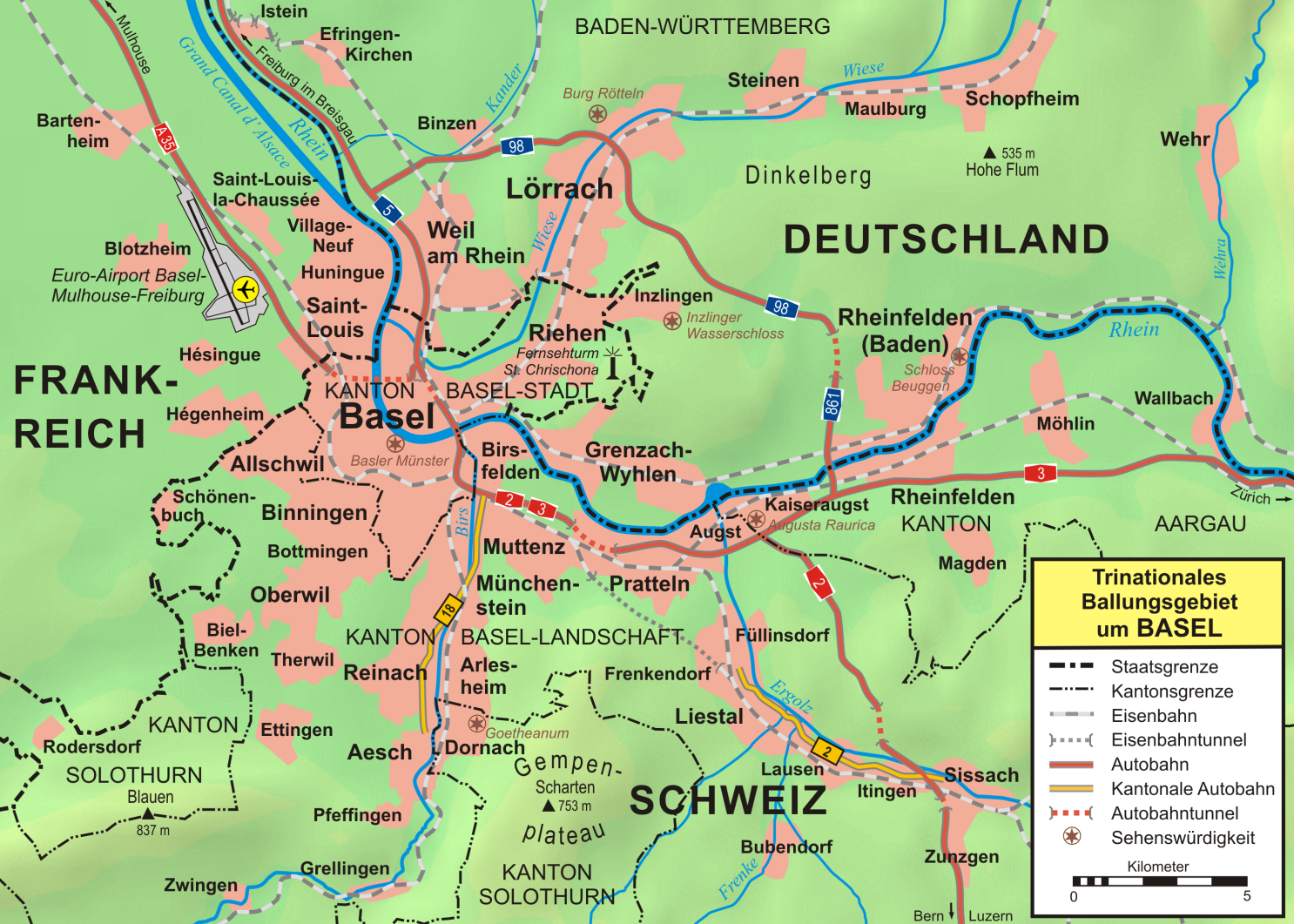
Инцлинген на стыке трёх границ